# Parafia św. Andrzeja Boboli w Grzegorzu
Parafia Świętego Andrzeja Boboli w Grzegorzu – parafia rzymskokatolicka z siedzibą w Grzegorzu, znajdująca się w diecezji toruńskiej, w dekanacie Chełmża. 